# 馬爾科·斯波爾蒂耶洛
馬爾科·斯波爾蒂耶洛（義大利語：Marco Sportiello；1992年5月10日—）是一位意大利足球運動員，在場上的位置是守門員。目前效力于意甲球会亞特蘭大。之前他曾效力於卡比等球隊。